# Nicolas Couchepin
 (avril 2014).
Pour les articles homonymes, voir Couchepin.
Nicolas Couchepin, né en 1960 à Lausanne, est un écrivain suisse d’origine valaisanne, vivant actuellement dans le canton de Fribourg, auteur de plusieurs romans, nouvelles et pièces de théâtre, dont Le Sel (2000, Zoé) et Les Mensch (2013, Seuil).

## Biographie
Nicolas Couchepin est né le 3 février 1960 à Lausanne. Après une enfance passée à Martigny, il étudie au collège de St-Maurice et à celui d'Engelberg (OW). Puis, il entame des études de lettres à l'Université de Lausanne. En 1983, il interrompt ses études pour entrer à l'École d’études sociales et pédagogiques de Lausanne, où il obtient un diplôme d'éducateur en 1986.
Il travaille comme éducateur jusqu’en 1995, avant de suivre des cours de politique sociale à l'Université de Genève et de se consacrer à l'écriture. Son premier roman, Grefferic, paraît aux éditions Zoé en 1996. Il est suivi, quatre ans plus tard, par Le Sel, couronné du prix des auditeurs de la Radio Suisse Romande. Les Mensch est le premier ouvrage qu'il publie aux éditions du Seuil.
En parallèle, Nicolas Couchepin a travaillé comme traducteur allemand-français au sein de l’administration fédérale, puis pour Caritas Suisse. De 2008 à 2012, il a été responsable de l’antenne romande de l’association d’écrivains AdS (Autrices et Auteurs de Suisse), dont il est le président depuis 2019. Nicolas Couchepin anime également des ateliers d’écriture, notamment dans des classes d’adolescents dans le cadre du projet « roman d'école ».

## Publications

### Romans
- Grefferic, Zoé, 1996
- Le Sel, Zoé, 2000
- La Théorie du papillon, Infolio, 2008
- Les Mensch, Seuil, 2013

### Théâtre
- Chant des sirènes dans un océan de sable, Cahiers de la SSA, 1999
- L’antichambre aux crapauds, 2000
- La Griffure, (collectif) in La Griffure, seize éclairages sur un fait divers, G d’Encre, 2003
- Les Yeux ouverts, in Enjeux 2, coll. Théâtre en CamPoche, Bernard Campiche, 2004
- Interdit aux fauves, 2005

### Témoignages
- Des mots cloués dans la gorge, avec Magali Koenig (photos), coédition DiDé – Editions de l’Hèbe, 2002

### Récits et nouvelles
- « Un pays ou le haut est en bas, à moins que ce ne soit le contraire? Cela n'existe pas et pourtant », in Le Temps, 13.08.1999
- « Flânerie d'un vivant solitaire en forme d'hommage à la multitude des morts », in Le Temps, 26.04.2001
- « L’homme qui n’avait qu’une qualité », in Edelweiss du 01.06.2001, p. 32
- « Orte und Getöse », in Neue Zürcher Zeitung, 11.05.2002, p. 75
- « L’impuissance », in Le Courrier, 18.11.2013, p. 12

## Distinctions
- 1997 : Prix Bibliothèque pour Tous – Bibliomédia (pour Grefferic)
- 1997 : Prix Bachelin de la société d’histoire (pour Grefferic)
- 1997 : Prix Hermann Ganz de la Société suisse des écrivains (pour Grefferic)
- 1997 : Sélection des meilleurs premiers romans pour le festival du premier roman de Chambéry (pour Grefferic)
- 2001 : Prix des auditeurs de la RTS (pour Le Sel)[2]
- 2009 : Prix Alpes-Jura (pour La Théorie du papillon)
- 2009 : Prix Loterie Romande (pour La Théorie du papillon)

## Sources
- "Nicolas Couchepin : trop de mystère, trop de sérieux", Le Nouveau Quotidien, 03.10.1996,
- "Le sel de la terre vient du sud", Le Temps, 04.11.2000
- "Une fable à plusieurs voix", 24 Heures, 16.01.2001
- "Wie eine Reise mit unbekanntem Ziel", Neue Luzerner Zeitung, 15.04.2002
- "Pour que la chrysalide devienne papillon", Le Courrier, 05.10.2002
- "Des mots pour prévenir la délinquance", Le Temps, 16.11.2002
- "Les mots des ados en rupture clouent le malaise social au pilori", Le Courrier, 19.11.2002
- "La Théâtrale fait son retour au Rennweg 26", Le Quotidien Jurassien, 21.09.2006
- "L’écriture comme refuge et nécessité", La Liberté, 22.09.2008, p. 15
- L’Express/L’Impartial, 14.11.2009, p. 15
- "Le renard dans la cave", Le Courrier, 09-10.02.2013, p. 22
- Coopération du 08.04.2013
- "Les 10 chefs-d’œuvre de 2013", in L’Hebdo, 12.12.2013, p. 61